# Llaurí
Llaurí és un municipi del País Valencià que es troba a la comarca de la Ribera Baixa.

## Geografia
Llaurí està situat al peu de la Serra de Corbera. La part més septentrional es troba sobre un pla de sediments quaternaris recents, coberts per camps d'arròs. El sector meridional, sobre el qual es troba el nucli de població, participa de la plana i de la muntanya.
Des de dalt del cim del Cavall Bernat (584 msnm), situat a l'extrem nord del terme municipal de Llaurí, fins a la séquia, a l'extrem nord, se succeïxen el Juràssic, el Cretaci i el Quaternari. Dominen els materials calcaris i el sòl és pedregós, excepte en les parts més baixes.
A la muntanya brollen les fonts de Sansofí, de la Penya i del Gripau. De sud a nord discorren els barrancs de la Corbella, la Penya i Umer, que confluïxen per a formar el de Cambrils.
Des de València, s'arriba a la localitat a través de l'N-332 per enllaçar amb la CV-510.

### Localitats limítrofes
El terme municipal de Llaurí limita amb les següents localitats:
Alzira, Corbera, Cullera, Favara, Fortaleny i Sueca.

## Història
Les restes més antigues corresponen a l'època romana. Hi ha notícies que a la partida de Safarejot van aparéixer fa ja molts anys ceràmiques i altres materials que van ser destruïts en realitzar una plantació de tarongers. Altres restes semblants s'han recollit a la zona de Sansofí.
L'origen de la població és d'època islàmica. Primitivament va rebre els noms de Llauria, Laurin i Aurín. Després de la conquesta de Jaume I, les terres que actualment abasta el terme de Llaurí van ser incloses sota la jurisdicció de la Vila i Honor de Corbera.
El 4 de novembre de 1437 Alfons el Magnànim va segregar els districtes de tres alqueries morisques, Llaurí, Benihomer i Beniboquer i les va vendre a Jaume de Romaní. En 1535 es va erigir en rectoria de moriscos. Després de l'expulsió dels moriscos, el rei va donar les terres a Lluís de Vic, qui les va repoblar amb noves gents, va rebre el títol de baró de Llaurí i la seua família va entroncar més tard amb les baronies de Vallvert, Càrcer, Terrateig, Beniomer, Almiserà i Alcalalí.
Quan es produí l'expulsió dels moriscos (1609) van quedar completament abandonats diversos caserius identificats en l'actual terme de Llaurí (les alqueries de Matada, Benihomer i Beniboquer). Després de la repoblació amb cristians vells, Llaurí va arribar a la xifra de 18 cases i 27 quadres en 1646 (menys de 100 persones). Segle i mig més tard (1794) havia pujat, segons Cavanilles, 83 cases i 400 habitants. En el segle xix va duplicar el nombre d'habitants (963 el 1897 i 959 el 1900).

## Política i Govern

### Corporació municipal
El Ple de l'Ajuntament està format per 9 regidors. En les eleccions municipals de 26 de maig de 2019 foren elegits 5 regidors del Partit Socialista del País Valencià (PSPV-PSOE), 3 de Compromís per Llaurí (Compromís) i 1 del Partit Popular (PP).
| Eleccions municipals de 26 de maig de 2019 - Llaurí                                                                           |                                          |                                     |                                     |        |          |          |
| Candidatura | Candidatura                              | Candidatura                         | Cap de llista                       | Vots   | Vots     | Regidors |
| | Partit Socialista del País Valencià-PSOE |                                     | Ana María González Herdaro          | 415    | 52,60%   | 5 (+1)   |
| | Compromís per Llaurí                     |                                     | Ricard Bort Sastre                  | 315    | 36,8%    | 4 (+2)   |
| | Partit Popular                           |                                     | María Ángeles Sabater Arroyo        | 98     | 12,42%   | 1 (-3)   |
| | Vots en blanc                            |                                     |                                     | 6      | 0,76%    |          |
| Total vots vàlids i regidors                                                                                                  | Total vots vàlids i regidors             | Total vots vàlids i regidors        | Total vots vàlids i regidors        | 789    | 100 %    | 9        |
| | Vots nuls                                | Vots nuls                           | Vots nuls                           | 29     | 3,55%    |          |
| Participació (vots vàlids més nuls)                                                                                           | Participació (vots vàlids més nuls)      | Participació (vots vàlids més nuls) | Participació (vots vàlids més nuls) | 818    | 81,07%** |          |
| Abstenció | Abstenció                                | Abstenció                           | Abstenció                           | 191*   | 18,93%** |          |
| Total cens electoral | Total cens electoral                     | Total cens electoral                | Total cens electoral                | 1.009* | 100 %**  |          |
| Alcaldessa: Ana María González Herdaro (PSPV) (15/06/2019)                                                                    |                                          |                                     |                                     |        |          |          |
| Fonts: JEC, JEZ Alzira, M. Interior, Periòdic Ara. (* No són vots sinó electors. ** Percentatge respecte del cens electoral.) |                                          |                                     |                                     |        |          |          |

### Alcaldes
Des de 2015 l'alcaldessa de Llaurí es Ana María González Herdaro del Partit Socialista del País Valencià (PSPV-PSOE), qui ja va ser alcaldessa entre 2003 i 2005 i entre 2009 i 2011.
| Període                       | Alcalde o alcaldessa                                  | Partit polític       | Data de possessió     | Observacions                 |
| ----------------------------- | ----------------------------------------------------- | -------------------- | --------------------- | ---------------------------- |
| 1979–1983                     | Vicente Climent Cardona                               | PSPV-PSOE            | 19/04/1979            | --                           |
| 1983–1987                     | Vicente Climent Cardona                               | PSPV-PSOE            | 28/05/1983            | --                           |
| 1987–1991                     | Vicente Climent Cardona                               | PSPV-PSOE            | 30/06/1987            | --                           |
| 1991–1995                     | Vicente Climent Cardona                               | PSPV-PSOE            | 15/06/1991            | --                           |
| 1995–1999                     | Vicente Climent Cardona Antonio Tur Lledó             | PSPV-PSOE UV-CCV     | 17/06/1995 25/11/1995 | n/d --                       |
| 1999–2003                     | José Bernardo Sanz Nicolau                            | PP                   | 03/07/1999            | --                           |
| 2003–2007                     | Ana María González Herdaro Juan José Cucarella Huguet | PSPV-PSOE No adscrit | 14/06/2003 19/10/2005 | Moció de censura --          |
| 2007–2011                     | Juan Carlos Ribes Ciscar Ana María González Herdaro   | GdLL PSPV-PSOE       | 06/07/2007 20/06/2009 | Pacte de Govern PSPV+GdLL -- |
| 2011–2015                     | Juan Carlos Ribes Ciscar María José Galán Lleti       | GdLL PP              | 11/06/2011 15/06/2013 | Pacte de Govern GdLL+PP --   |
| 2015–2019                     | Ana María González Herdaro                            | PSPV-PSOE            | 13/06/2015            | --                           |
| 2019-2023                     | Ana María González Herdaro                            | PSPV-PSOE            | 15/06/2019            | --                           |
| Des de 2023                   | n/d                                                   | n/d                  | 17/06/2023            | --                           |
| Fonts: Generalitat Valenciana |                                                       |                      |                       |                              |

## Demografia
| 1990  | 1992  | 1994  | 1996  | 1998  | 2000  | 2002  | 2004  | 2005  | 2006  | 2007  |
| ----- | ----- | ----- | ----- | ----- | ----- | ----- | ----- | ----- | ----- | ----- |
| 1.512 | 1.360 | 1.418 | 1.336 | 1.288 | 1.118 | 1.335 | 1.269 | 1.229 | 1.245 | 1.280 |

## Economia
Basada tradicionalment en l'agricultura. La totalitat dels cultius són de regadiu, collint principalment taronges.

## Monuments
- Església Parroquial. Està dedicada a la Puríssima Concepció i és d'ordre toscà, construïda en 1690, amb un retaule a l'altar major.
- Font.

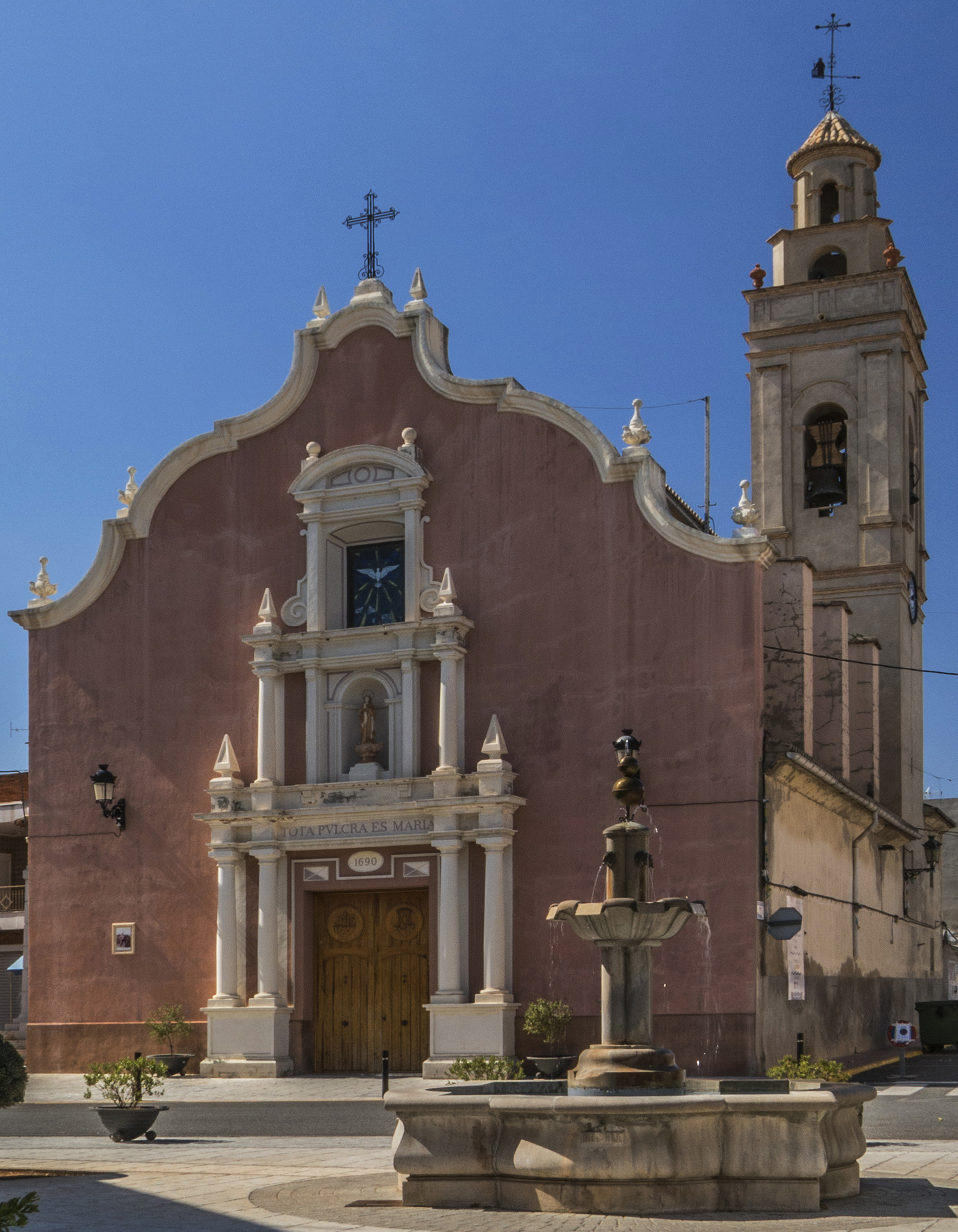
Vista general
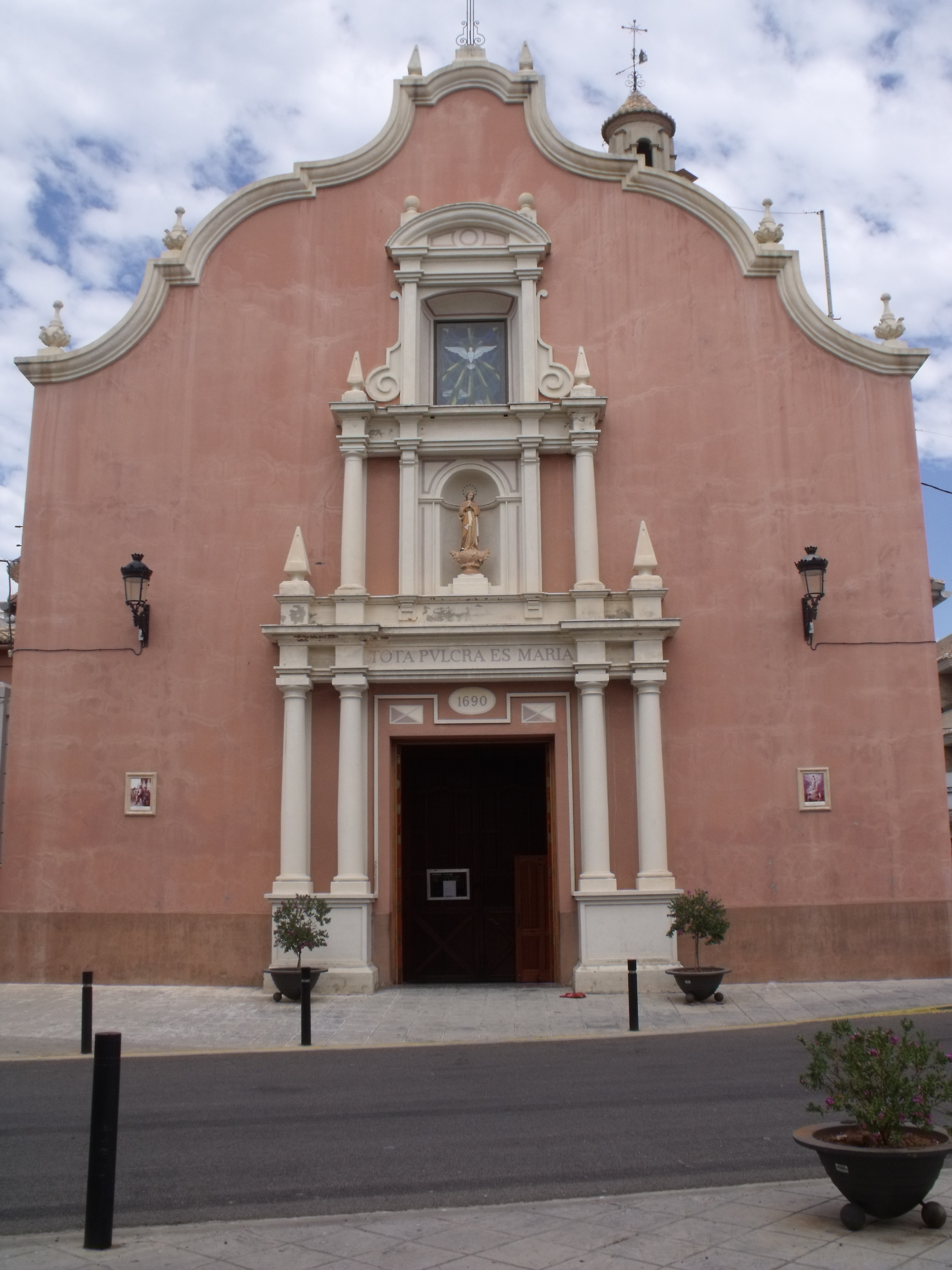
Façana principal
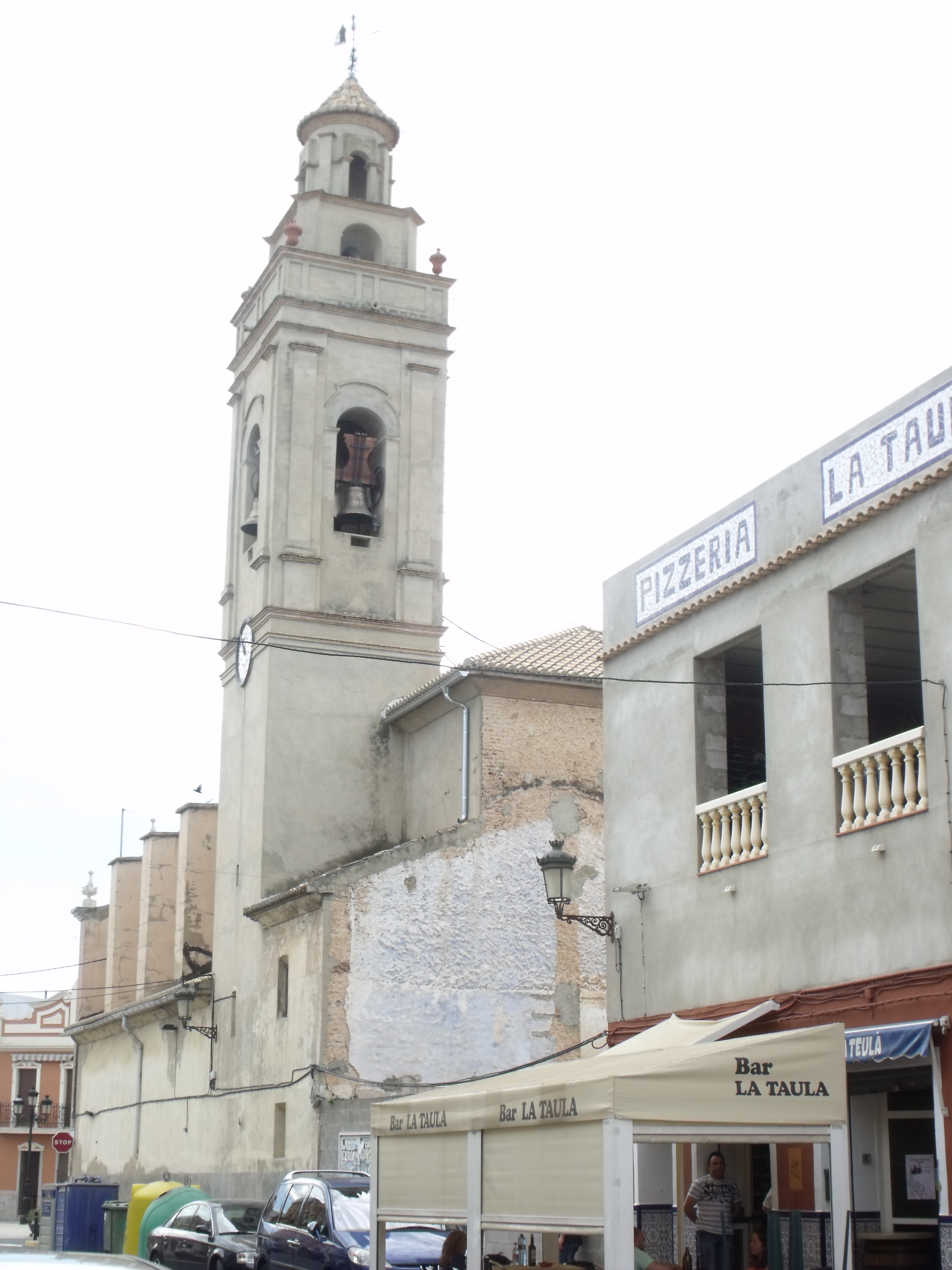
Campanar
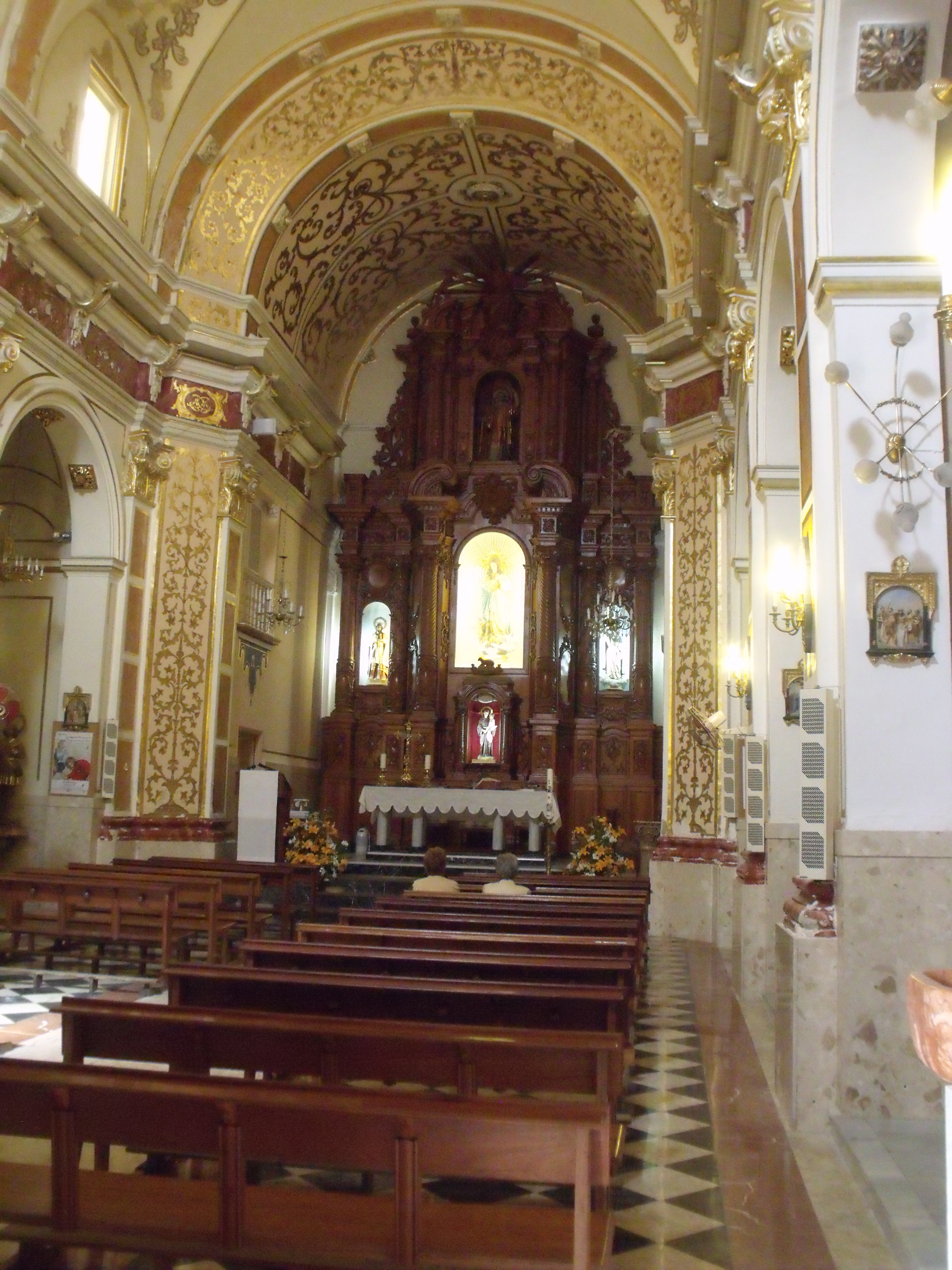
Nau central
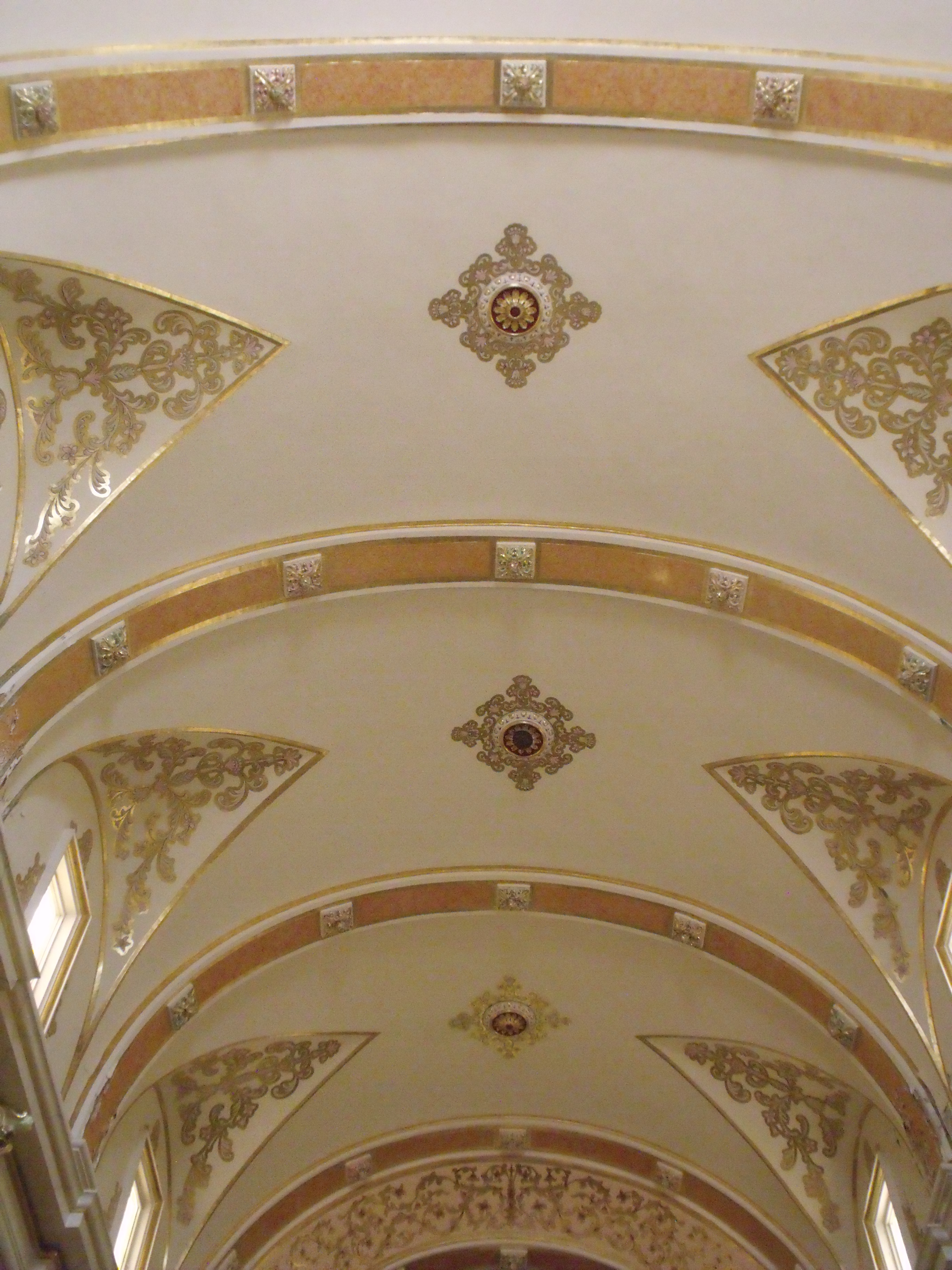
Detall de la volta de la nau central
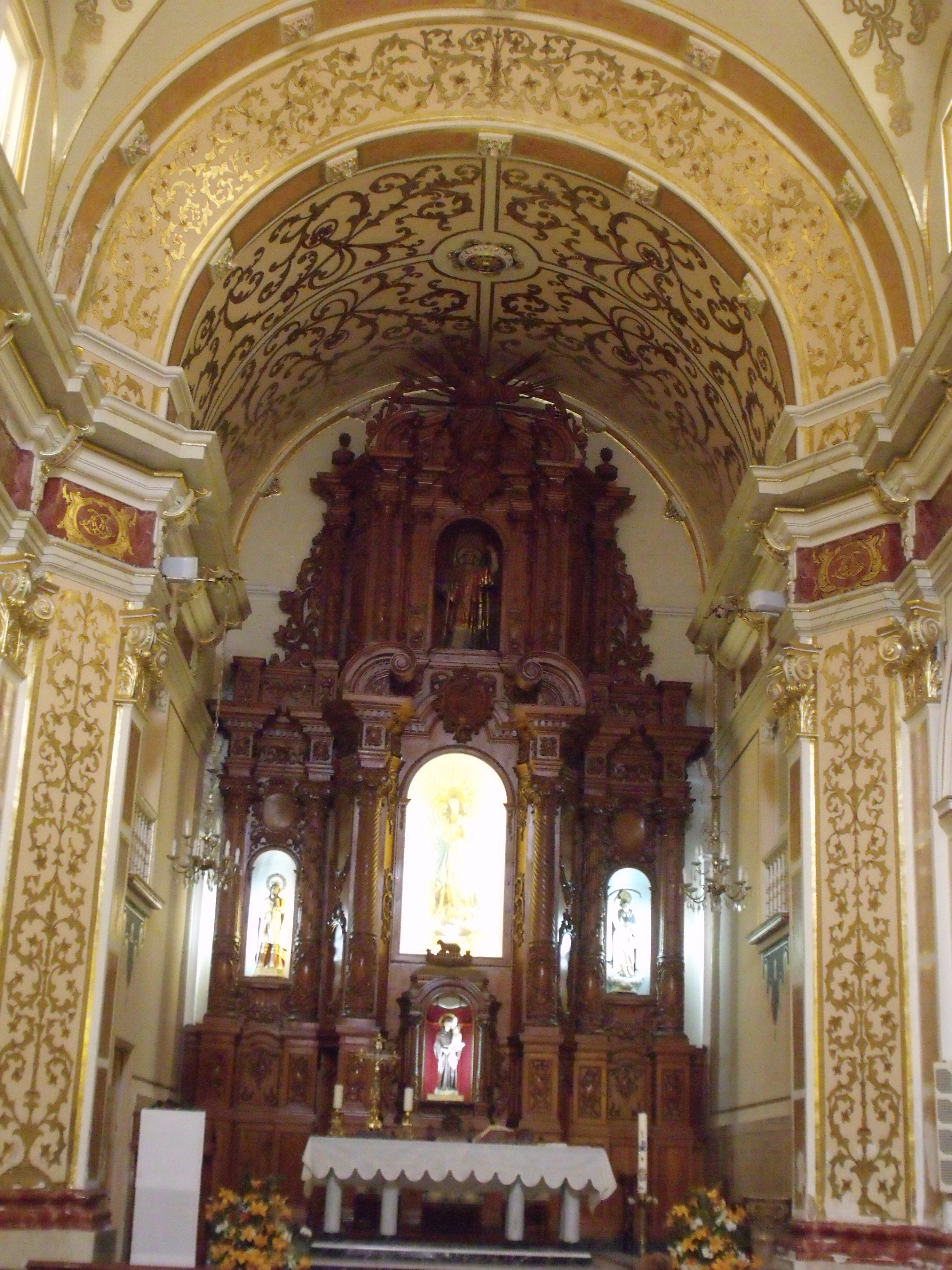
Altar mayor amb retaule de fusta
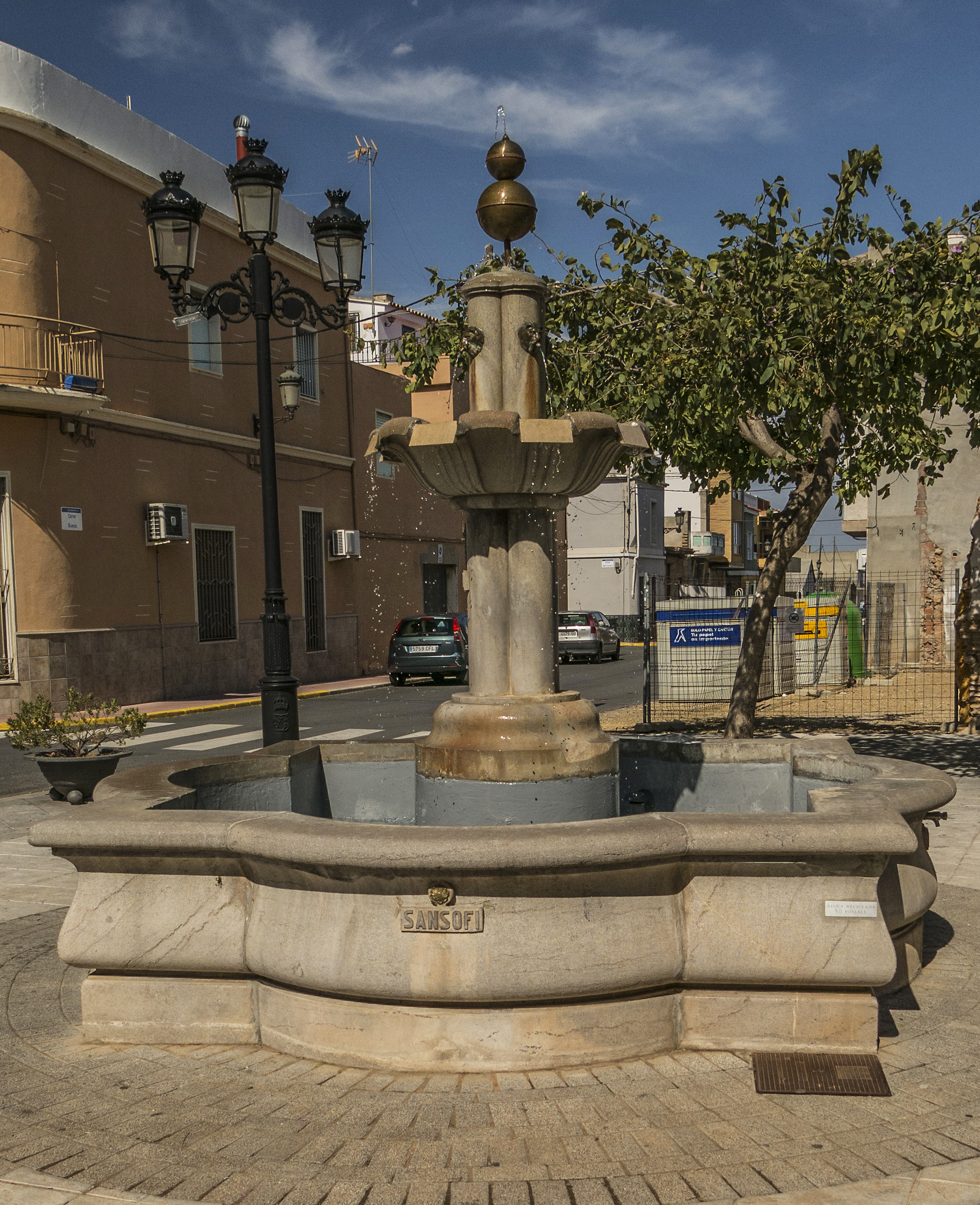
Font
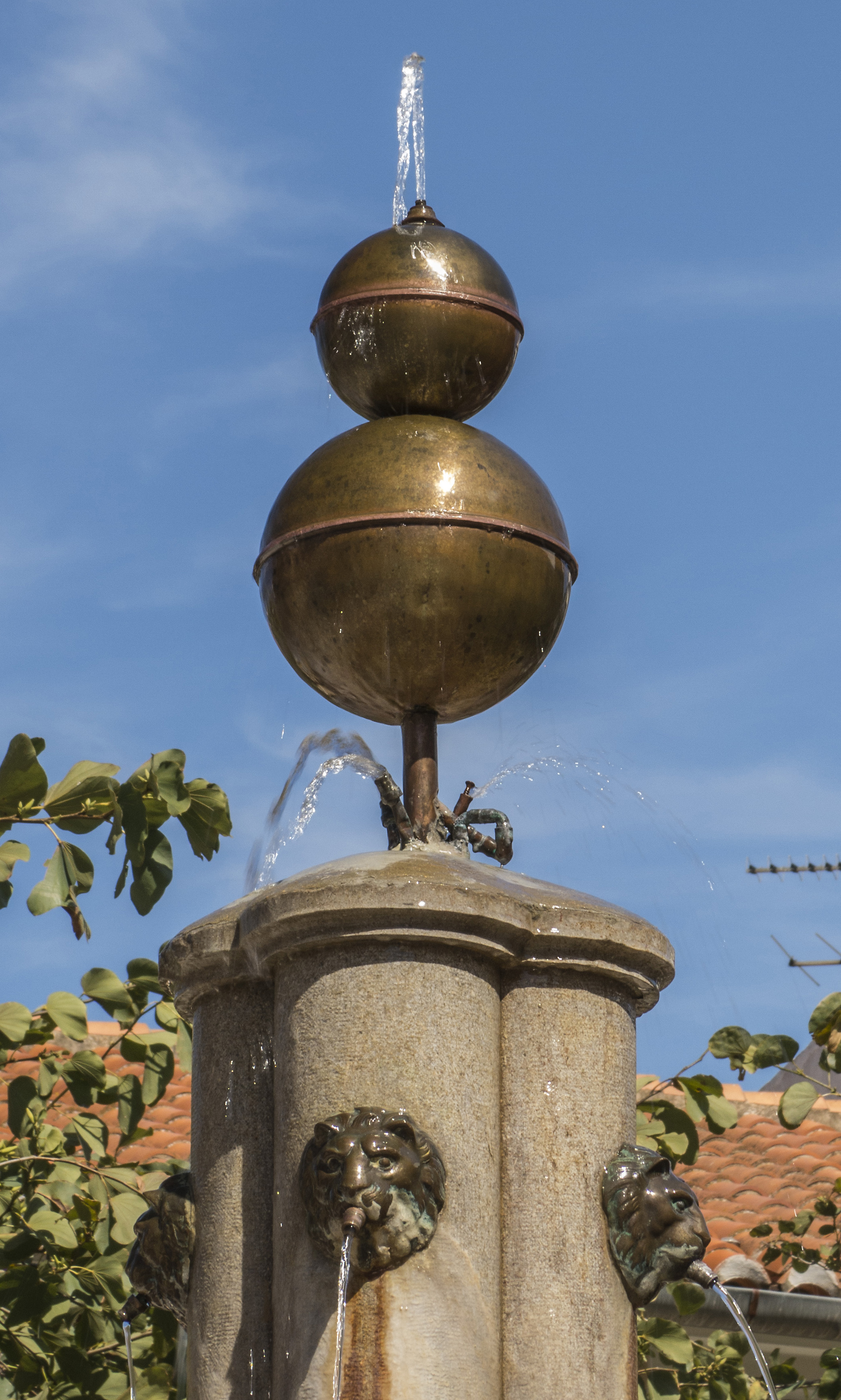
Detall de la font

## Imatges del municipi

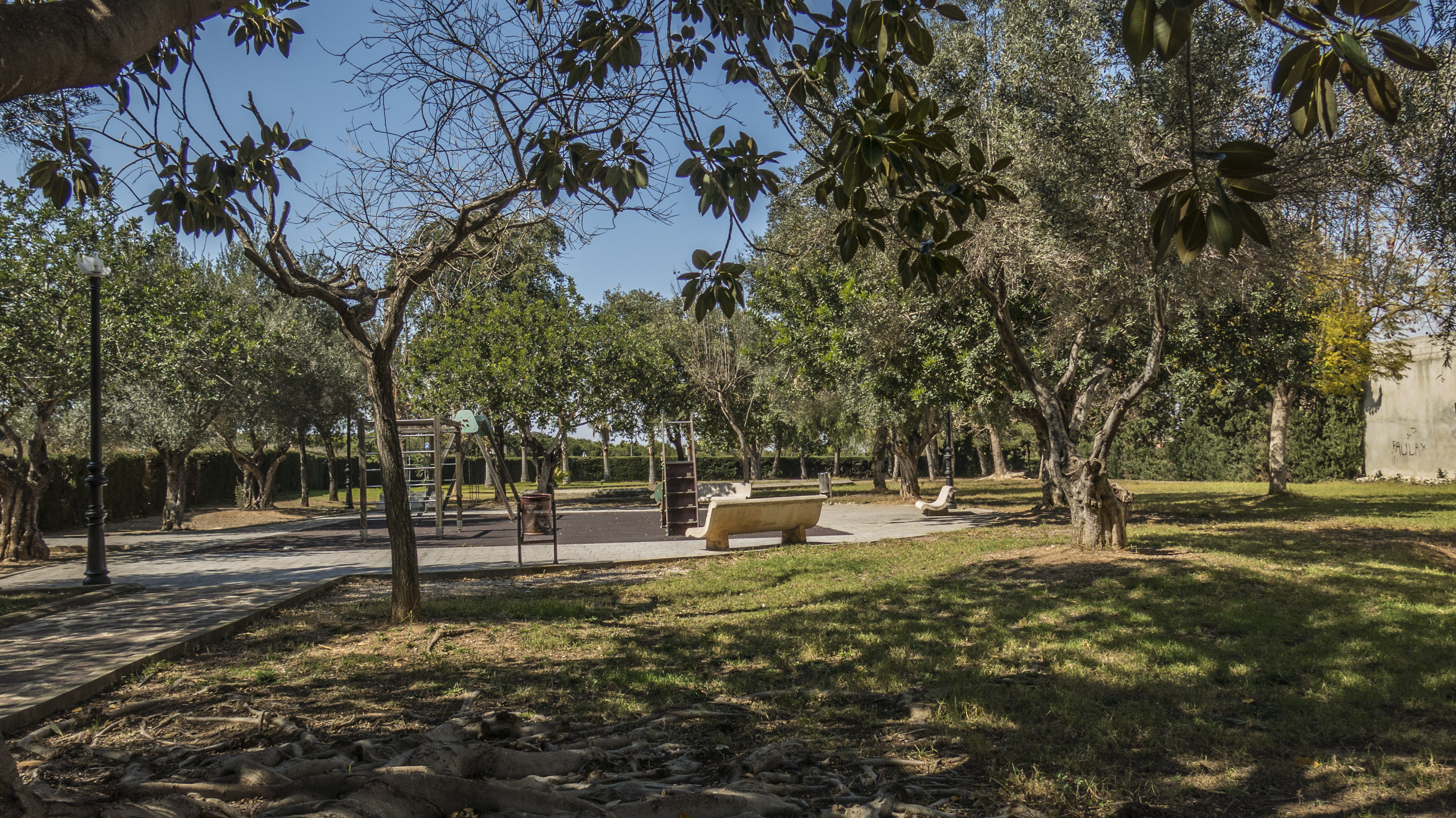
Parc infantil
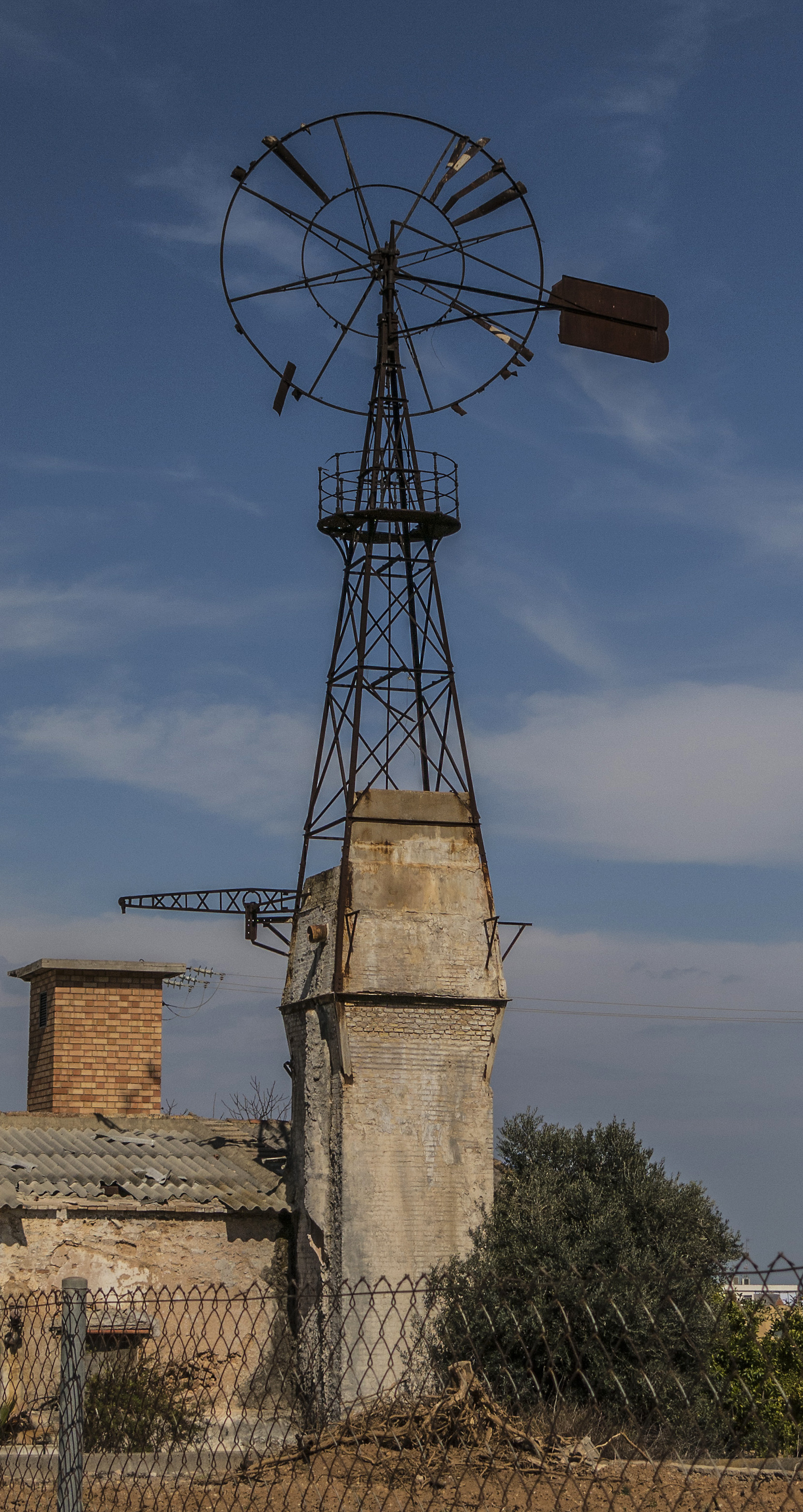
Molí
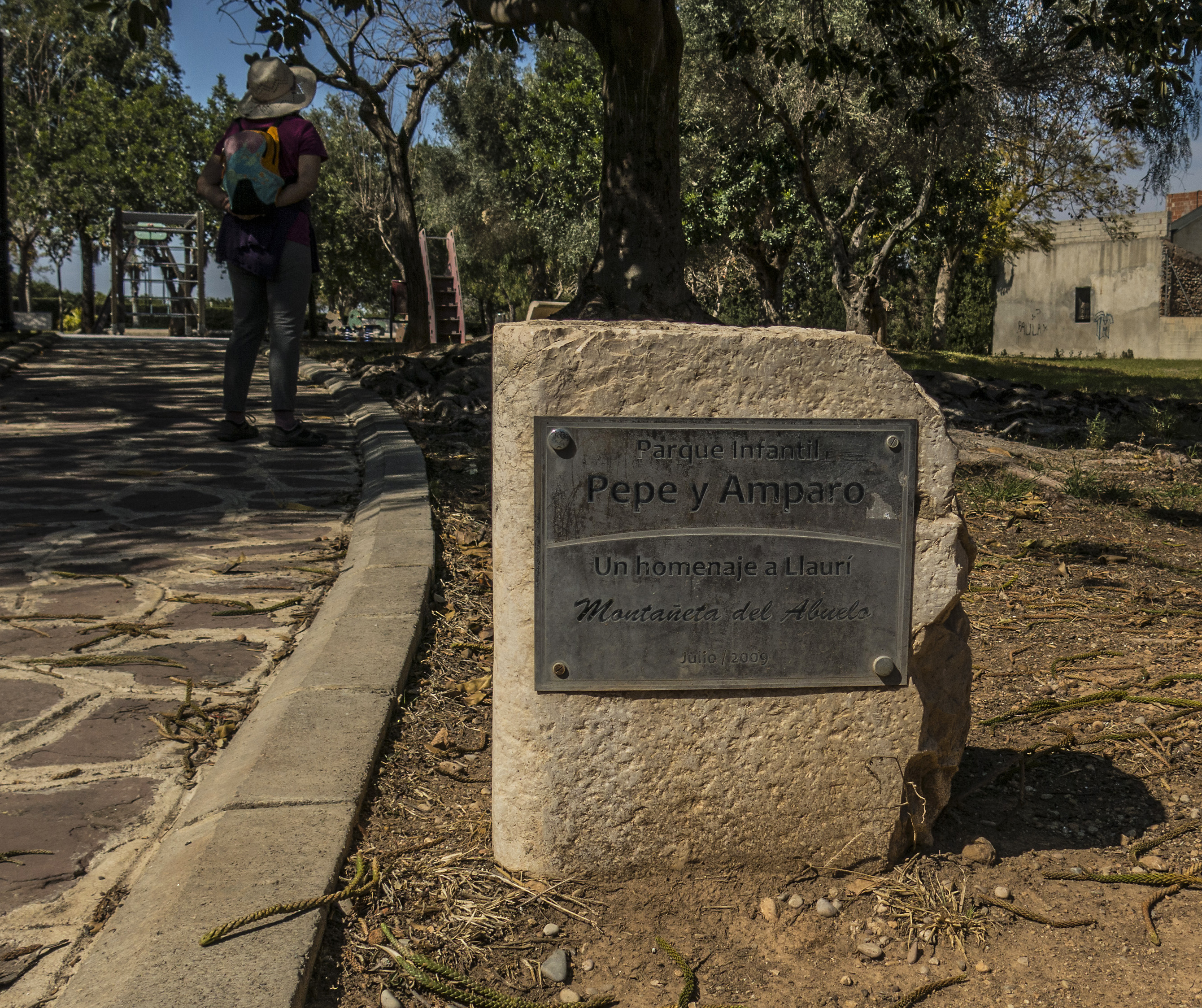
Placa d'homenatge a Llaurí
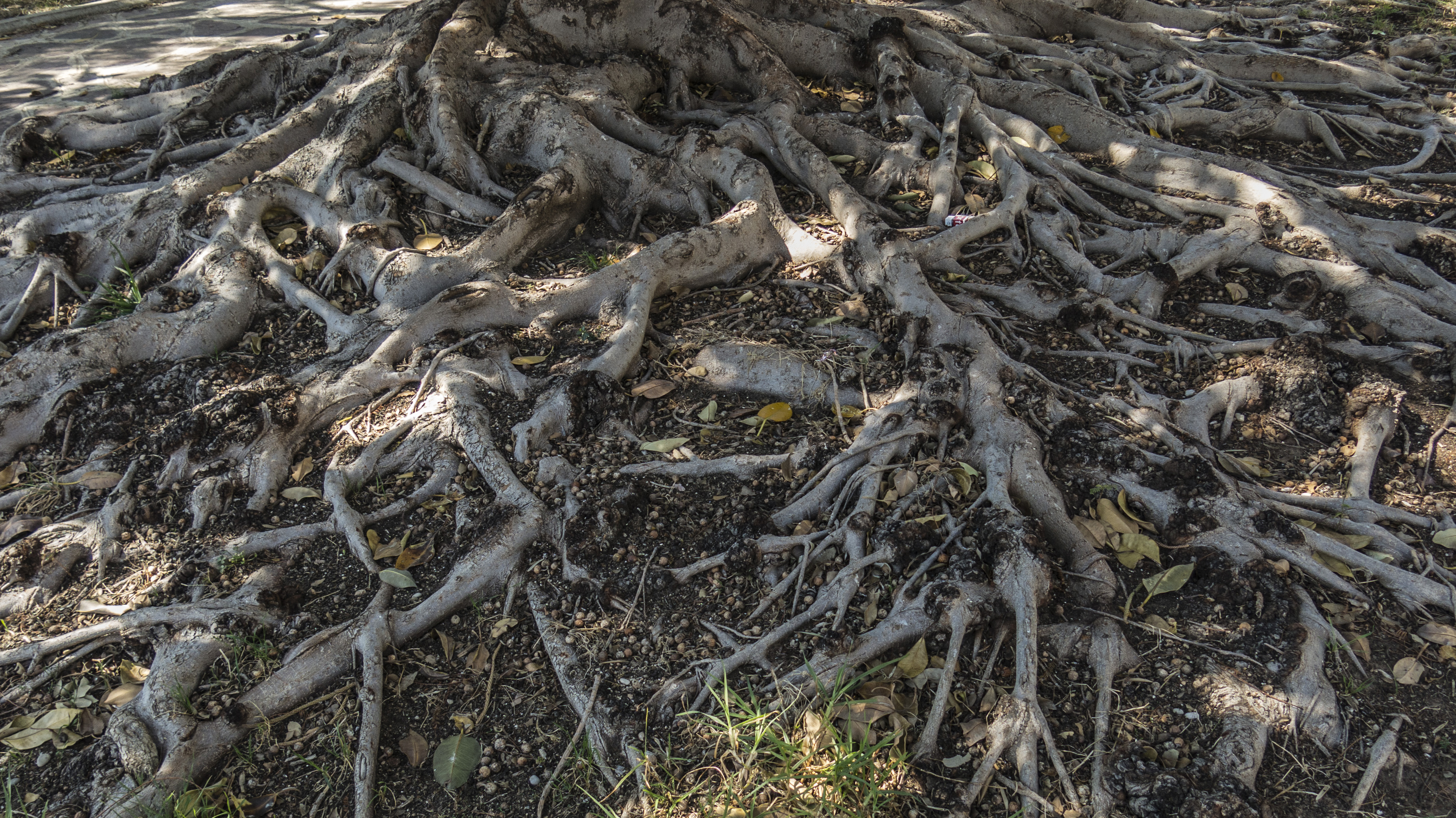
Detall del parc

## Festes locals
- Festes patronals a Sant Llorenç Màrtir, 10 d'agost
- Festes de Sant Blai, el 3 de febrer[8]
- Festes de Santíssim Crist de la Fe, el 6 d'agost
- Festes Sant Roc del 14 al 16 d'agost (ja no es celebren)